# Astragalus panduratus
Astragalus panduratus är en ärtväxtart som beskrevs av Aleksandr Andrejevitj Bunge. Astragalus panduratus ingår i släktet vedlar, och familjen ärtväxter. Inga underarter finns listade i Catalogue of Life.